# Cephalochrysa stenogaster
Cephalochrysa stenogaster är en tvåvingeart som beskrevs av James 1939. Cephalochrysa stenogaster ingår i släktet Cephalochrysa och familjen vapenflugor.
Artens utbredningsområde är Taiwan. Inga underarter finns listade i Catalogue of Life.